# Isla Wheeler
Isla Abdul Kalam (en odia: ଅବ୍ଦୁଲ କଲାମ ଦ୍ଵୀପପୁଞ୍ଜ, en hindi: अब्दुल कलाम द्वीप, en inglés: Abdul Kalam Island), antiguamente Isla Wheeler (en odia: ହୁଇଲର୍ ଦ୍ଵୀପପୁଞ୍ଜ, en hindi: व्हीलर द्वीप, en inglés: Wheeler Island)  es una isla frente a la costa de Odisha, India. Se encuentra a unos 150 km de la capital del estado Bhubaneshwar. India mantiene un centro de pruebas de misiles en la isla.
Wheeler está situada a unos 10 kilómetros de la costa este de la India en lo Golfo de Bengala, y cerca de 70 kilómetros al sur de Chandipur, en Odisha. La isla es de aproximadamente 2 kilómetros de largo y ocupa unos 390 acres (1,6 km²). Isla Abdul Kalam posee además una instalación para prueba de misiles para la mayoría de este tipo de armas de la India, incluyendo los de largo alcance. El acceso a la zona de ensayo es por barco ya que no hay puente o aeropuerto que conecte la isla con el continente. Hay una pequeña pista de aterrizaje, pero las partes de misiles y todos los suministros, materiales de construcción y equipo pesado llegan por barco.
En septiembre de 2015 la isla fue renombrada como Isla Abdul Kalam en honor al político e ingeniero indio Abdul Kalam.